# Станіслав Данилович (староста)
Станіслав Данилович на Олеську гербу Сас (бл. 1609—1636) — руський шляхтич, магнат, військовик, урядник, політичний діяч Речі Посполитої. Вуйко короля Яна ІІІ Собеського.

## Життєпис

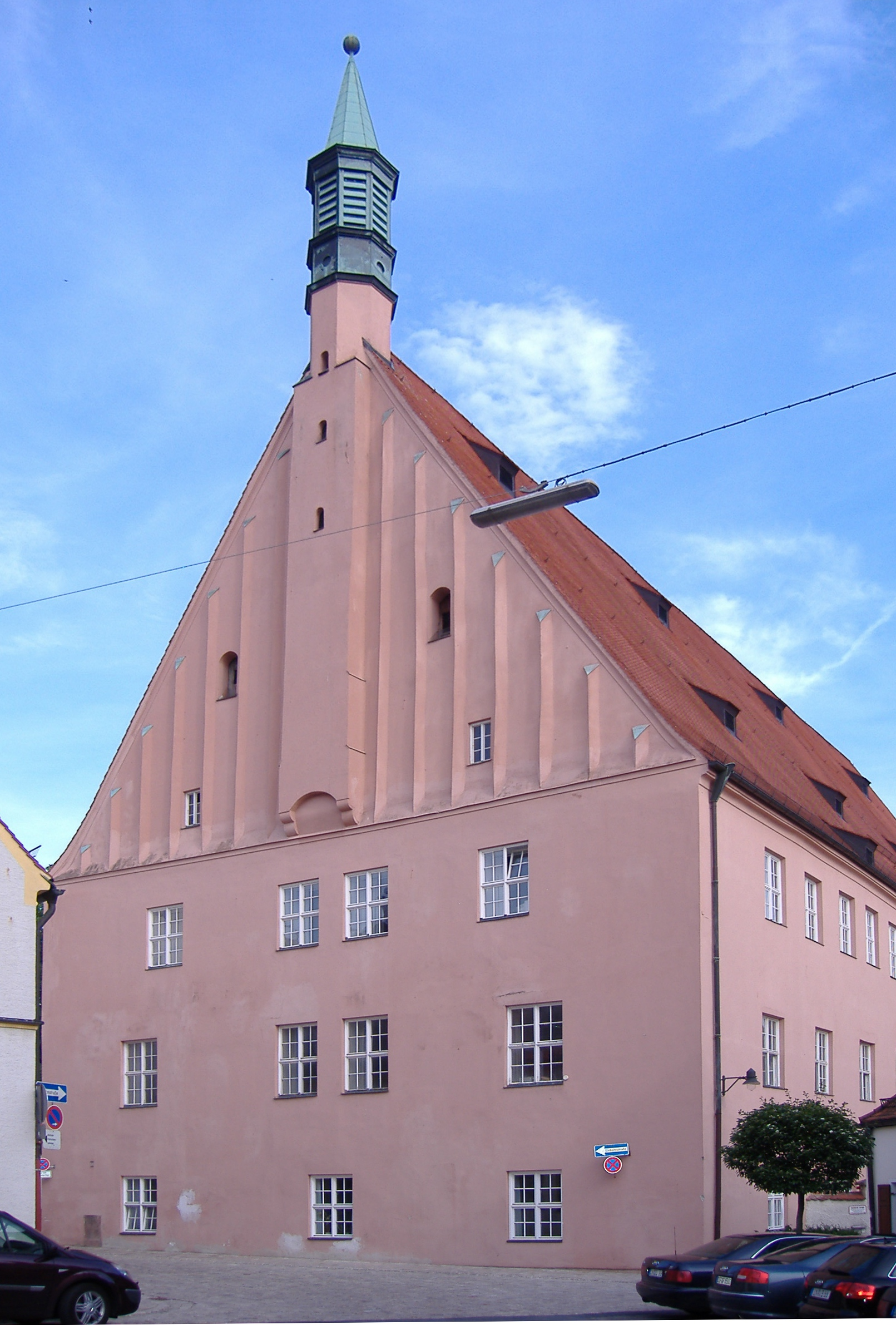
Будівля університету, Інґольштадт

Народився близько 1609 року. За даними Шимона Старовольського, існувала йому епітафія (Осса, лат. Ossa), де було вказано, що помер у 1636 році, а прожив 27 років. Походив із впливового роду Даниловичів. Син Івана Даниловича та його дружини Софії, дочки коронного гетьмана Станіслава Жолкевського. 
Навчався в університетах Європи: 1624 р. був записаний на навчання до університету в Інґольштадті, у липні 1626 р. — у католицькому університеті Льовена. Правдоподібно, після цього мав подорож за кордоном, 1628 р. був за кордоном, професор Вернулеус присвятив йому збірник лекцій для студентів.
1631 року: Станіслав Данилович на засіданні сейму (за іншими даними, це трапилось під час похорону короля Сігізмунда ІІІ Вази у Варшаві 16 травня 1632 р.) у гніві відрубав вінницькому старості Адаму Калиновському три пальці правої руки. За це маршальський суд (Люблінський трибунал 1634 р.) наклав на нього баніцію, інфамію (позбавив прав і честі); відтак став старостою корсунським, чигиринським. Оточив себе «відважними вояками, в число яких увійшли і козаки виписок». Весь час воював з татарськими наїздами, не визнаючи ніяких мирних договорів. 1632 р. король Владислав IV Ваза розпочав похід на Смоленськ, С. Данилович з'явився до нього зі своїм полком, сприяв у перемозі над москалями, чим повернув собі втрачені права.
1634 року купив Зіболки та Куликів за 40000 злотих польських.
Під час виборів короля (травень) пограбував маєток калуського старости Калиновського, за що маршалківський суд оголосив йому інфамію. Для зменшення провини взяв участь у війні з московитами (Смоленськ) як командир регіменту, проявив себе здібним, відважним офіцером. Після повернення з війни за сприяння короля у 1635 р. був позбавлений баніції. Ад. Каліновському виплатив 10000 злотих відшкодування, від тюрми відкупився 200000 злотих.

Надгробок Станіслава Даниловича. 1925

Після війни жив у Корсуні. 1633 року передав містечко Звенигородку подільському воєводі Марціну Казановському. Одружився з Мариною Семашко, донькою брацлавського каштеляна Миколи Семашка на Хупкові, і отримав у посаг містечко Хупків, Хупківську й частину Коблінської волості Волинського воєводства (2507 «димів»), також як віно Березне та замок.
За його сприяння матері та бабці в жовківському фарному костелі св. Лаврентія встановили пам'ятний мармуровий надгробок з епітафією по лівій стороні головного вівтаря.
1636 року розмістив у Корсуні свою гвардію по козацьким дворах, чим спричинив напругу у місті. Відібрав у посполитих слободи, осадивши на них старостинських землевласників. С. Данилович також наказав випровадити ченців Микільського монастиря, які володіли дніпровськими угіддями з містечок, заснованих старостинських землевласниками. Під час походу проти татар у Степ як керівник кавалерії восени 1636 (або бл. 1640) р. потрапив у полон до ногайського мурзи Кантеміра. Був страчений (або закатований) синами мурзи Кантеміра в помсту за смерть їхнього брата біля Бурштина (незважаючи на пропозицію викупу). Тіло перевезли до Жовкви, де поховали в родинній гробниці — крипті фарного жовківського костелу св. Лаврентія.